# Пригородный район (Северная Осетия)
При́городный райо́н (осет. Горӕтгӕрон район, ингуш. ГӀалме шахьар) — административно-территориальная единица и муниципальное образование (муниципальный район) в составе Республики Северная Осетия — Алания Российской Федерации.
Административный центр — село Октябрьское.

## География
Муниципальный район расположен на юго-востоке республики, в горной и предгорной зонах, и на Терской наклонной равнине. Площадь территории района составляет — 1422,42 км².
Граничит с муниципальными районами: Алагирский и Ардонский районы на западе, Правобережный район на севере, а также с Республикой Ингушетия на востоке. С трёх сторон полукольцом окружает столицу республики — город Владикавказ, который делит территорию района на западную и восточную части.
На территории района находится высшая точка республики — гора Казбек (5033 м).
Основные реки — Терек, Камбилеевка и Гизельдон.

## История

Памятник погибшим от Ледника «Колка»

Древнейшим селением в Пригородном Районе является осетинское селение Джимара, основанное в домонгольскую эпоху до XIII века.
Одним из старейших очагов расселения ингушей на плоскости является Тарская долина (название от аула Тарш, основанного выходцами из одноимённого Арамхинского ущелья). По свидетельству грузинского географа Вахушти Багратиони уже в XVIII веке в Тарской долине известно ингушское селение Ангушт, от названия которого и произошёл экзоэтноним «ингуши».
В результате политики правительства Российской Империи на Северном Кавказе, направленной на депортацию горцев из части равнинных и предгорных поселений, на принадлежавших ранее ингушам землях была создана чересполосица, представлявшая собой линию казачьих станиц (Сунженская казачья линия), разделявшую равнинную и горную Ингушетию. Ингуши в середине XIX века были выселены из ряда сел, расположенных на территории нынешнего Пригородного района, после чего на месте села Ангушт была построена казачья станица Тарская (с сохранившейся поныне церковью), на месте села Акхи-Юрт — станица Сунженская, на месте аула Таузен-Юрт — станица Воронцовско-Дашковская, на месте аула Шолхи — хутор Тарский. Гражданская война, в которой большинство ингушей выступило на стороне большевиков, привела к тому, что казачье население из вышеперечисленных станиц было депортировано, и они были возвращены ингушам.
До 1944 года восточная часть современного Пригородного района Северной Осетии входила в состав Чечено-Ингушской АССР. 7 марта 1944 года, после депортации чеченцев и ингушей в Казахстан и Среднюю Азию, территория была включена в состав Северо-Осетинской АССР. При этом горная часть этой территории (юг нынешней Ингушетии) передавалась в состав Грузинской ССР. 24 ноября 1956 года президиум ЦК КПСС принял постановление о восстановлении национальной автономии чеченского и ингушского народов, однако Пригородный район остался в составе Северной Осетии.
Современный Пригородный район был образован в соответствии с постановлением Президиума Верховного Совета Северо-Осетинской АССР от 27 марта 1944 года.
В 1963 году произошло укрупнение Пригородного района, путем присоединения к нему Орджоникидзевского района (с центром в станице Архонская). Число сельских советов в Пригородном районе увеличилось от 7 до 17, а районный центр перенесён в село Карца.
В 1970-х годов начала нарастать движение ингушей, выступающих за возвращение восточной части Пригородного района в состав ЧИАССР, что в 1973 году вылилось в многодневный митинг в городе Грозный. Периодически возникающие протесты и конфликты не прекращались до самого распада СССР, так в 1981 году в городе Орджоникидзе вспыхивали массовые беспорядки.
Современность

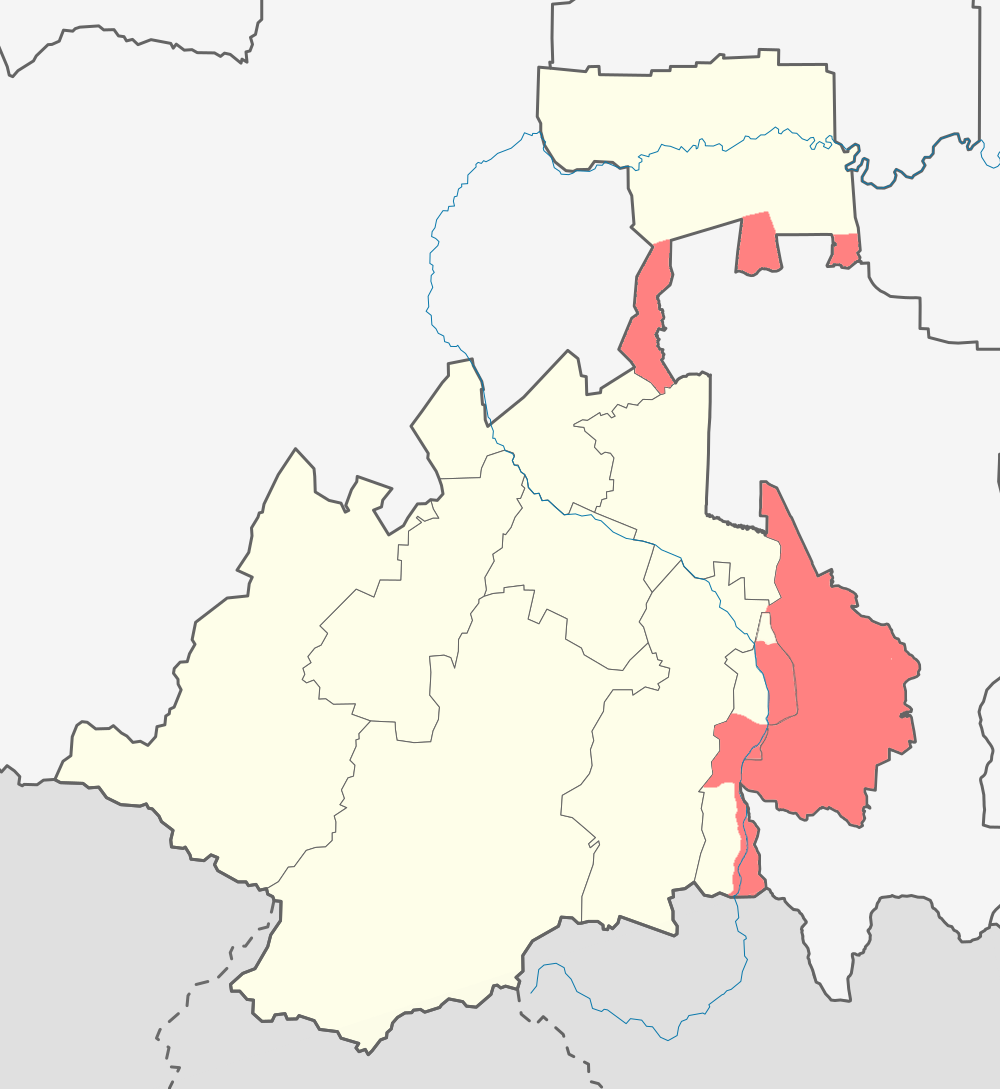
Карта спорных территорий

26 апреля 1991 года Верховный совет РСФСР принял закон «О реабилитации репрессированных народов», предусматривавший, среди прочего, территориальную реабилитацию ингушей.
4 июня 1992 года Верховный совет РФ принял закон «Об образовании Ингушской республики в составе РФ», без демаркации границ (границы до сих пор не определены).
В ночь с 30 по 31 октября 1992 года в Пригородном районе начался вооружённый конфликт между ингушами и осетинами.
1 ноября президент России Борис Ельцин ввёл в зону конфликта войска, во враждующих республиках была создана временная администрация. За время столкновений (до 4 ноября) с обеих сторон погибло чуть более 600 человек. Всё ингушское население Пригородного района (около 35000 человек) было вынуждено покинуть свои дома и бежать в соседнюю Ингушетию. Годами они жили хаотично в разных поселениях, посёлках из вагончиков, палаток, в зданиях общежитий в Ингушетии, вплоть до конца 1990-х годов.
В юго-западной части района в 2002 году случилась известная природная трагедия сход ледника «Колка» в Кармадонском ущелье, унёсший множество жизней.
За период после осетино-ингушского конфликта с 2000-х годов стороны неоднократно подписывали соглашения о преодолении его последствий. Подписанные соглашения, однако, не устранили всех имеющихся проблем. Ингуши требуют возвращения беженцев в Пригородный район и исполнения федеральных законов «О реабилитации репрессированных народов» и «Об образовании Ингушской республики».
Большую часть беженцев удалось вернуть, однако во многих сёлах периодически возникают столкновения между ингушским и осетинским населением (чаще всего на уровне молодёжи из разных поселений). Ситуацию осложняет продолжающийся конфликт между Грузией и Южной Осетией, в результате которого Северная Осетия размещает в Пригородном районе беженцев-осетин из Южной Осетии, и Грузии. В районе также проживают немногочисленные социально вынужденные беженцы из Азербайджана, Грузии, Армении и Нагорного Карабаха, а также беженцы турки-месхетинцы из Узбекистана и чеченцы, беженцы с времён двух чеченских компаний. В последние годы, в станице Архонская переселились несколько семей — потомки осетин из Сирии (эмигрировавшие из Осетии во второй половние XIX века).

## Население

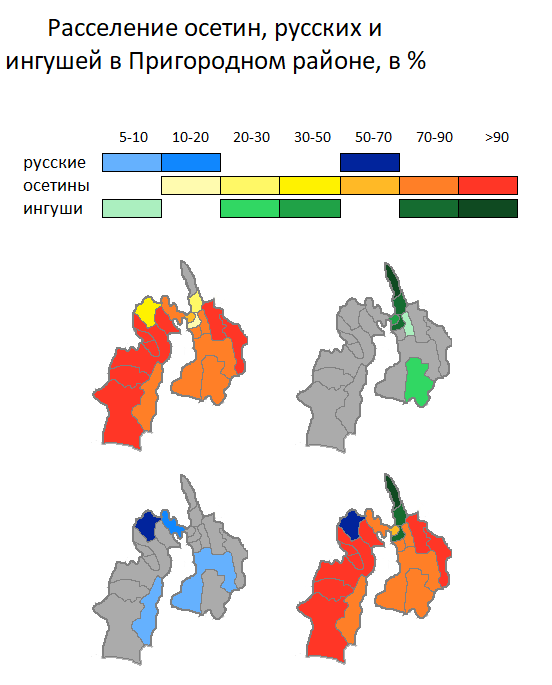
Расселение осетин, ингушей и русских в Пригородном районе по городским и сельским поселениям, в % по данным переписи 2010 г.

| 1970     | 1979     | 1989     | 2002     | 2010     | 2011     | 2012     |
| -------- | -------- | -------- | -------- | -------- | -------- | -------- |
| 65 506   | ↗69 426  | ↗74 892  | ↗102 990 | ↗108 665 | ↘108 347 | ↘106 624 |
| 2013     | 2014     | 2015     | 2016     | 2017     | 2018     | 2019     |
| ↘105 701 | ↘105 141 | ↘105 012 | ↘104 103 | ↘103 531 | ↘103 132 | ↘102 285 |
| 2020     | 2021     | 2023     | 2024     | 2025     |          |          |
| ↘101 655 | ↗102 331 | ↘101 234 | ↘100 373 | ↘100 205 |          |          |

### Национальный состав
Население восточной части современного Пригородного района, входившей на момент переписи населения СССР 1939 года в Чечено-Ингушскую АССР (современные границы района не соответствуют прежним):
| № | Национальность | Численность, чел. | Доля    |
| - | -------------- | ----------------- | ------- |
| 1 | ингуши         | 28 132            | 83,35 % |
| 2 | русские        | 3 549             | 10,51 % |
| 3 | чеченцы        | 412               | 1,22 %  |
| 4 | украинцы       | 398               | 1,18 %  |
| 5 | грузины        | 397               | 1,18 %  |
| 6 | осетины        | 297               | 0,88 %  |
| 7 | татары         | 108               | 0,32 %  |
| 8 | другие         | 460               | 1,36 %  |
| 9 | всего          | 33 753            | 100,0 % |

По данным Всероссийской переписи населения 2010 года:
| № | Национальность          | Численность, чел. | Доля    |
| - | ----------------------- | ----------------- | ------- |
| 1 | осетины                 | 72 921            | 67,11 % |
| 2 | ингуши                  | 23 254            | 21,40 % |
| 3 | русские                 | 9 436             | 8,68 %  |
| 4 | грузины                 | 858               | 0,79 %  |
| 5 | армяне                  | 569               | 0,52 %  |
| 6 | другие                  | 953               | 0,88 %  |
| 7 | не указано / отказались | 674               | 0,62 %  |
| 8 | всего                   | 108 665           | 100,0 % |

По итогам переписи населения 2020 года проживали следующие национальности (национальности менее 1 % и другое, см. в сноске к строке «Другие»):
| Национальность | Численность, чел. | Доля     |
| -------------- | ----------------- | -------- |
| Осетины        | 70 807            | 69,19 %  |
| Ингуши         | 20 565            | 20,10 %  |
| Русские        | 8046              | 7,86 %   |
| Другие         | 2913              | 2,85 %   |
| Итого          | 102 331           | 100,00 % |

## Административно-территориальное деление
Распределение населения района
 с. Сунжа (11,03 %) с. Ногир (11,85 %) с. Октябрьское (9,95 %) с. Михайловское (8,44 %) ст. Архонская (8,02 %) Остальные (50,71 %)
В Пригородном районе 31 населённый пункт в составе 19 сельских поселений:
| №  | Сельское поселение                   | Административный центр | Количество населённых пунктов | Население | Площадь, км² |
| -- | ------------------------------------ | ---------------------- | ----------------------------- | --------- | ------------ |
| 1  | Архонское сельское поселение         | станица Архонская      | 1                             | 8032      | 96,03        |
| 2  | Верхнесанибанское сельское поселение | село Верхняя Саниба    | 1                             | 1523      | 24,40        |
| 3  | Гизельское сельское поселение        | село Гизель            | 1                             | 8107      | 159,95       |
| 4  | Даргавское сельское поселение        | село Даргавс           | 5                             | 332       | 26,89        |
| 5  | Донгаронское сельское поселение      | село Донгарон          | 1                             | 1195      | 25,82        |
| 6  | Ирское сельское поселение            | село Ир                | 1                             | 3990      | 66,02        |
| 7  | Камбилеевское сельское поселение     | село Камбилеевское     | 1                             | 6181      | 61,32        |
| 8  | Кармадонское сельское поселение      | село Кармадон          | 5                             | 307       | 12,39        |
| 9  | Кобанское сельское поселение         | село Кобан             | 1                             | 346       | 34,43        |
| 10 | Комгаронское сельское поселение      | село Комгарон          | 1                             | 937       | 52,99        |
| 11 | Куртатское сельское поселение        | село Куртат            | 2                             | 5030      | 63,88        |
| 12 | Майское сельское поселение           | село Майское           | 1                             | 6844      | 77,85        |
| 13 | Михайловское сельское поселение      | село Михайловское      | 3                             | 9450      | 39,67        |
| 14 | Нижнесанибанское сельское поселение  | село Нижняя Саниба     | 1                             | 1635      | 26,25        |
| 15 | Ногирское сельское поселение         | село Ногир             | 1                             | 11 870    | 88,83        |
| 16 | Октябрьское сельское поселение       | село Октябрьское       | 1                             | 9970      | 67,24        |
| 17 | Сунженское сельское поселение        | село Сунжа             | 1                             | 11 056    | 186,66       |
| 18 | Тарское сельское поселение           | село Тарское           | 1                             | 2786      | 84,46        |
| 19 | Черменское сельское поселение        | село Чермен            | 2                             | 10 614    | 227,28       |

В сносках к названию населённого пункта указана муниципальная принадлежность
| №  | Населённый пункт | Тип     | Население | Муниципальное образование            |
| -- | ---------------- | ------- | --------- | ------------------------------------ |
| 1  | Алханчурт        | посёлок | ↘1039     | Михайловское сельское поселение      |
| 2  | Архонская        | станица | ↘8032     | Архонское сельское поселение         |
| 3  | Верхний Кани     | село    | ↘44       | Кармадонское сельское поселение      |
| 4  | Верхняя Саниба   | село    | ↗1523     | Верхнесанибанское сельское поселение |
| 5  | Гизель           | село    | →8107     | Гизельское сельское поселение        |
| 6  | Даргавс          | село    | ↗158      | Даргавское сельское поселение        |
| 7  | Дачное           | село    | ↘3127     | Куртатское сельское поселение        |
| 8  | Джимара          | село    | ↘33       | Даргавское сельское поселение        |
| 9  | Донгарон         | село    | ↘1195     | Донгаронское сельское поселение      |
| 10 | Ир               | село    | ↗3990     | Ирское сельское поселение            |
| 11 | Какадур          | село    | ↗15       | Даргавское сельское поселение        |
| 12 | Камбилеевское    | село    | ↘6181     | Камбилеевское сельское поселение     |
| 13 | Кармадон         | село    | ↗102      | Кармадонское сельское поселение      |
| 14 | Кобан            | село    | ↗346      | Кобанское сельское поселение         |
| 15 | Комгарон         | село    | ↘937      | Комгаронское сельское поселение      |
| 16 | Куртат           | село    | ↘2163     | Куртатское сельское поселение        |
| 17 | Ламардон         | село    | ↗52       | Даргавское сельское поселение        |
| 18 | Майское          | село    | ↘6844     | Майское сельское поселение           |
| 19 | Михайловское     | село    | ↘8460     | Михайловское сельское поселение      |
| 20 | Нижний Кани      | село    | →13       | Кармадонское сельское поселение      |
| 21 | Нижняя Саниба    | село    | ↗1635     | Нижнесанибанское сельское поселение  |
| 22 | Новое            | село    | ↘3040     | Черменское сельское поселение        |
| 23 | Ногир            | село    | ↗11 870   | Ногирское сельское поселение         |
| 24 | Октябрьское      | село    | ↘9970     | Октябрьское сельское поселение       |
| 25 | Первомайский     | посёлок | ↘85       | Михайловское сельское поселение      |
| 26 | Старая Саниба    | село    | ↘138      | Кармадонское сельское поселение      |
| 27 | Сунжа            | село    | ↗11 056   | Сунженское сельское поселение        |
| 28 | Тарское          | село    | ↘2786     | Тарское сельское поселение           |
| 29 | Тменикау         | село    | ↗13       | Кармадонское сельское поселение      |
| 30 | Фазикау          | село    | ↗73       | Даргавское сельское поселение        |
| 31 | Чермен           | село    | ↘8156     | Черменское сельское поселение        |

## Местное самоуправление
Администрация Пригородного муниципального района — село Октябрьское, ул. Тедеева, 129.
Глава местной (районной) администрации
- Есиев Руслан Асланбекович (с 23 августа 2008 года)

Председатель местного самоуправления (собрания представителей)
- Гаглоев Алан Сардионович (с 22 октября 2018 года)

## Экономика
На территории Пригородного района расположено более 200 производственных, промышленных, сельскохозяйственных, торговых предприятий, хозяйств различных форм собственности, и три автотранспортных предприятия.

### Промышленность
В Пригородном районе находятся крупные и средние промышленные предприятия, производящие следующие виды продукции.
- ООО «МаЮр» — консервы;
- ОАО «Престиж», ООО «Российская слава» — спирт;
- ООО «Михайловское» — производство безалкогольных напитков;
- ООО «Ирбис-1» — производство муки;
- ООО «Гранит», ООО «Вектор», ООО «Автотрасса», МУП «Чермен», МУП «Монолит», МУП «Майское» — производство нерудных материалов;
- ООО ГЗПК «Севоспотребсоюза» — одеяла, спецодежда;
- ООО «Нар» — плитка тротуарная, памятники;
- ООО Агрокомбинат «Россия» — масло подсолнечное, мука;
- ООО Фирма «Баркад» — хлебобулочные и макаронные изделия;
- ОАО «Октябрьская мебельная фабрика» — производство корпусной мебели и столярных изделий;
- ОАО «Аланхим» — производство полиэтилена и пластиковых изделий;
- ОАО «Геналдон» — изготовление памятников, распиловка мрамора;
- РГП "Консервный завод «Черменский» — консервирование плодов и овощей.

За 2008 год ими отгружено: товаров обрабатывающих производств на 40,146 млн рублей.

### Сельское хозяйство
Агропромышленный комплекс
На начало 2009 года площадь сельскохозяйственных угодий составляет 30560 га, в том числе: пашня — 21887 га, многолетние насаждения — 592 га, сенокосы — 2621 га, пастбища — 5460 га.
Основными культурами в отрасли растениеводства являются зерновые колосовые, кукуруза, картофель и овощи. Благоприятные почвенно-климатические условия позволяют при соответствующих материальных затратах получать высокие урожаи сельскохозяйственных культур, а также развивать садоводство.
Природно-климатические условия и наличие горных сенокосов и пастбищ, способствуют к разведению и откорму крупного рогатого скота мясных пород, а также развитию овцеводства. Высококачественные альпийские луга снижают необходимость включения в рацион дорогостоящих пищевых добавок.
Наиболее развитой среди других отраслей животноводства является птицеводство, в котором успешно функционирует ГППП «Михайловское», производящее в год 7 млн штук племенного яйца, 200 тыс. голов цыплят для других хозяйств и населения. На предприятии действует цех с законченным циклом переработки мяса птицы.
В районе имеются 18 хлебовыпекающих предприятий, суммарная мощность которых составляет 10,6 тонн в

## Культура и образование
- 39 средних школ (37 русско-осетинских, и 2 русско-ингушских школ)
- 6 музыкальных школ,
- 30 библиотек,
- 3 художественные школы,
- ПТУ — селение Михаловское,
- 12 спорткомплексов,
- Заслуженный народный театр рай.центра Октябрьского,
- Народный театр села Ногир,
- Народный театр станицы Архонская,
- Народный театр села Гизель,
- Народный театр села Тарское,
- Музей село Чермен,
- Музей станица Архонская,
- Музей военной техники времен Отечественной войны в селе Гизель,
- Музей Даргавс.

## Религия
Православие
- Церковь святого благоверного Александра Невского — ст. Архонская (построена в конце 1980-х),
- Церковь Пресвятой Троицы — ст. Архонская (построена в 2010 году)
- Церковь Пресвятой Живоначальной Троицы — с. Ногир (построена в 2008 году),
- Церковь святого преподобного Романа Сладкопевца — с. Сунжа (построена в 2010 году),
- Церковь Казанской иконы Богородицы — c. Тарское (основана в 1859 году),
- Часовня иконы Богородицы «Живоносный источник» — с. Даргавс (построена в 2006 году),
- Часовня святого апостола Андрея Первозванного — с. Кобань (построена в 2010 году),
- Свято-Георгиевский женский монастырь — с. Кобань (основан в 2002 году),
- Церковь Пресвятой Троицы — с. Саниба (построена в XIX веке, восстановлен в 2005 году),
- Церковь святого Архангела Михаила — с. Михаиловское (построена в 2016 году),
- Часовня святого Георгия Победоносца — Архонское шоссе (построена в 2007 году),
- Церковь святых первоверховных апостолов Петра и Павла — с. Октябрьское (построена в 2016 году).

Ислам
- Мечеть — с. Чермен (построена в 2007 году),
- Мечеть — с. Тарское (построена в 2002 году),
- Мечеть — с. Куртат (построена в 2004 году),
- Мечеть — пос. Карца (построена в 2009 году).
- Мечеть — с. Дачное

## Связь
Плотность телефонных аппаратов на 100 жителей — 11,42.
Действует мобильная связь операторов «Мегафон», «МТС», «Билайн», «Скайлинк».